# 무로즈미정
무로즈미정(室積町)은 야마구치현 구마게군에 설치된 정이다. 